# Paul vom Rode
Paul vom Rode, auch Paulus von Rode und Paul von Rhoda, latinisiert Paulus a Rhoda (* 4. Januar 1489 in Quedlinburg; † 12. Januar 1563 in Stettin) war ein deutscher lutherischer Theologe und Reformator. Von 1535 bis 1563 war er der erste Superintendent von Pommern-Stettin.

Lithographie aus der Zeit von 1846

## Leben
Rode studierte ab 1509 Theologie an der Universität Leipzig und ab 1513 an der Universität Wittenberg. 1520 erwarb er hier den Magistergrad. Danach wirkte er als Prediger im brandenburgischen Jüterbog. Auf Martin Luthers Vermittlung ging er im Februar 1523 nach Stettin. Anfangs predigte er unter freiem Himmel. Herzog Bogislaw X. hörte seine Predigt am 4. Juni 1523 und beanstandete sie nicht. Rode erhielt die Nachmittagskanzel in der Jakobikirche, bald unterstützt von Johannes Knipstro und Nikolaus Decius. 1527 wurde die evangelische Lehre in allen Stettiner Kirchen eingeführt.
Als der Theologe Johannes Amandi ihn wegen seiner maßvollen Art angriff, wurde dieser als Anstifter zu Unruhen bis 1528 in Gartz in den Turm gelegt, Rode aber als Pfarrer an St. Jacobi anerkannt. 1531 wechselte Paul vom Rode als Superintendent nach Goslar, kehrte aber bereits 1532 nach Stettin zurück.
Mit der Durchführung der Reformation von 1534/35 in ganz Pommern ist Rode eng verbunden. Er war auch an der Abfassung der Kirchenordnung beteiligt. 1535 wurde er zum Superintendenten von Pommern-Stettin ernannt und begann mit der Kirchenvisitation. Nur die wirtschaftliche Sicherstellung für die Pastoren war in Pommern nicht erreicht worden.
Als Martin Luther Paul von Rode 1537 in Schmalkalden traf und dieser ihm seine Notlage schilderte, empfahl Luther ihn nach Lüneburg, das einen Superintendenten als Nachfolger des verstorbenen Heinrich Radbrock suchte. Rode sagte zu, während Herzog Barnim IX. ihn zur Rückkehr bewegen wollte und die Stadt Lüneburg veranlasste, ihren Superintendenten für drei Monate zu beurlauben, um die Kirchenvisitation in Pommern zu Ende zu führen. Lüneburg gewährte den Urlaub, musste es aber erleben, dass Rode nicht wiederkam.
Seit 1541 hielt Rode mit den beiden anderen pommerschen Superintendenten für die Pastoren Generalsynoden ab, die jährlich stattfanden. Schon bei der ersten wurde die Agende verabschiedet. In seinen letzten Jahren wehrte Rode tapfer die Angriffe Andreas Osianders in Pommern ab und stellte sich dabei auch gegen Peter Becker, den Rektor der Stettiner Ratsschule, der schließlich 1556 seines Amtes enthoben wurde. Ab 1556 arbeitete Rode an einer Kirchenordnung, die 1563 auf einem Landtag in Stettin angenommen wurde.
Paul vom Rode bekleidete das Superintendentenamt bis zu seinem Tode. Sein Nachfolger wurde Fabian Timäus. Paul vom Rode wurde in der Jakobikirche in Stettin beigesetzt.
Paul vom Rode war zweimal verheiratet. Seine Tochter aus erster Ehe heiratete Joachim Grünenberg, Rektor der Stettiner Ratsschule und späteren Pastor in Altdamm.